# Jean-Baptiste Bullet de Chamblain
Pour les articles homonymes, voir Bullet (homonymie).
Jean-Baptiste Bullet de Chamblain est un architecte français né en 1665 et mort en 1726.

## Biographie
Fils de l'architecte Pierre Bullet (1636-1726), il commence par participer à de nombreux projets aux côtés de son père comme ceux des hôtels d'Évreux et Crozat place Vendôme à Paris. Élu à l'Académie royale d'architecture en 1699, il prend son indépendance. 
Il construit en 1708 l'hôtel de Bourvallais, place Vendôme, entre 1708 et 1716 l'hôtel de Villemaré sur la même place et l'hôtel Dodun, 21 rue de Richelieu. Beaucoup de ses constructions de cette époque ont été détruites ou largement transformées. 
Le château de Champs-sur-Marne reste la principale de ses réalisations conservée jusqu'à nos jours. 
Il est également l'auteur de projets non réalisés pour des édifices religieux parisiens, comme les façades des églises Saint-Roch et Saint-Sulpice.

### Sources
- Marie-Hélène Didier et Renaud Serrette, Le château de Champs, Paris, Monum'/Éditions du patrimoine, coll. Itinéraires du patrimoine, s.d.  (ISBN 2-85822-855-8)